# Alucita eurynephela
Alucita eurynephela är en fjärilsart som beskrevs av Edward Meyrick 1929. Alucita eurynephela ingår i släktet Alucita och familjen mångfliksmott, (Alucitidae). Inga underarter finns listade i Catalogue of Life.